# HD 8574 b
Belisama
HD 8574 b ou Belisama est une exoplanète géante gazeuse située à 144 années-lumière de la Terre orbitant autour de l'étoile HD 8574, elle a été découverte et annoncée le 4 avril 2001 par l'Observatoire européen austral.
Le nom de Belisama (du nom de la divinité celtique Belisama) lui est donné, dans le cadre de la campagne NameExoWorlds. Dans le même temps, le nom de Belenos est donné à son étoile, HD 8574.